# Сифака Ван-дер-Декена
Сифака Ван-дер-Декена (лат. Propithecus deckenii) — вид приматов из семейства индриевых. Видовое название дано в честь немецкого путешественника Карла Клауса фон дер Деккена (1833—1865).

## Описание
Шерсть кремово-белая, лицо чёрное, безволосое. Шея, плечи, спина и конечности с жёлтым, серебристо-серым или светло-коричневым оттенком. В некоторых местах ареала встречаются особи-меланисты с тёмно-коричневой или чёрной головой, коричневыми плечами, спиной и верхними конечностями. Брюхо и грудь у меланистов тёмно-коричневые. Общая длина взрослой особи от 92,5 до 107,5 см, при этом длина тела от 42,5 до 47,5 см, длина хвоста от 50 до 60 см. Вес от 3,5 до 4,5 кг.

## Распространение
Встречаются в западной части Мадагаскара в нескольких фрагментах леса между реками Манамбулу на юге и Махавави на севере. В некоторых районах встречаются гибриды с Propithecus coronatus.

## Поведение
Дневные животные. Образуют группы от двух до десяти особей.

## Классификация
Ранее считался подвидом сифаки Верро, сейчас выделен в отдельный вид. Некоторые приматологи выделяют 2 подвида:
- Propithecus deckenii coronatus
- Propithecus deckenii deckenii

Часто Propithecus deckenii coronatus рассматривается в качестве отдельного вида Propithecus coronatus.

## Статус популяции
Международный союз охраны природы присвоил этому виду охранный статус «Уязвимый», поскольку по оценкам 2008 года численность популяции сократилась более, чем на 30 % за 30 лет (3 поколения). Основная угроза виду — разрушение и фрагментация среды обитания.